# Manuel García Hispaleto
Manuel García y García "Hispaleto" – hiszpański malarz pochodzący z Andaluzji.

## Życiorys
Pochodził z rodziny o tradycjach artystycznych. Do swojego nazwiska dodał przydomek Hispaleto oznaczający mieszkańca Sewilli. Specjalizował się w portretach oraz malarstwie historycznym, literackim i kostumbrystycznym.
Studiował na Akademii Sztuk Pięknych w Sewillii oraz na Królewskiej Akademii Sztuk Pięknych św. Ferdynanda w Madrycie. Dzięki pomocy mecenasa sztuki Ignacio Muñoz de Baena otrzymał stypendium na studia w Rzymie.
Zdobył medale i wyróżnienia cum laude w różnych edycjach Krajowej Wystawie Sztuk Pięknych w Madrycie. W 1884 r. przedstawiony na tej samej wystawie obraz Discurso que hizo don Quijote de las armas y las letras został ostro skrytykowany przez Isidora Fernandeza Floreza za braki w kolorycie i kompozycji.

## Wybrane dzieła
- Alfonso XIII, cadete, con el Palacio Real al fondo
- Obrador de modistas
- Una mora
- Retrato de don Salvador Albacete
- Entierro del pastor Crisóstomo (epizod z Don Kichota)
- Una lección
- Casamiento de Basilio y Quiteria (epizod z Don Kichota)
- Aparición de santa Inés a sus padres
- La casa de Tócame Roque
- Alfonso XIII, cadete
- Retrato de Alfonso XIII, cadete
- Discurso que hizo don Quijote sobre las armas y las letras